# Coelioxys tarda
Coelioxys tarda är en biart som beskrevs av Holmberg 1916. Coelioxys tarda ingår i släktet kägelbin, och familjen buksamlarbin. Inga underarter finns listade i Catalogue of Life.